# 찰스 사치
찰스 사치(Charles Saatchi, 1943년 6월 9일 ~ )는 이라크 유대인 출신의 영국의 기업인으로 광고 재벌이자 새로운 현대 미술을 보여주는 미술관 사치 갤러리의 소유자로 재산은 1억 2000만 파운드로 영국에서 438위이다.
1943년 이라크 바그다드 출생으로 1947년 박해를 피해 영국 런던으로 이주했다. 당시 사치는 런던 북부의 대학을 다녔고 엘비스 프레슬리, 척 베리, 리틀 리처드 등의 미국 팝문화에 심취해 동경했다고 한다.
1970년 동생 모리스 사치와 함께 광고 회사 사치 앤드 사치를 설립하고 1985년까지 세계 최대의 광고 회사로 키워냈으나 1995년 축출당하자 새로운 광고 회사 M 앤드 C 사치를 설립했다.
현대 미술을 광적으로 수집하고 있으며 1985년 사치 갤러리를 설립하고 자신이 수집한 작품들을 전시하고 있는데 이 미술관은 혁신적이고 파격적인 미술 작품을 전시하기로 유명하다. 첫 번째 부인인 도리스 록하트(1973년 ~ 1990년)는 미니멀리즘 분야의 미술과 디자인 기자로 유명하며 두 번째 부인인 케이 하르텐슈타인(1990년 ~ 2001년)도 역시 미술 잡지 기자였다.
현재는 2003년 결혼한 유명 요리사 나이젤라 로슨과 살고 있으며 데이미언 허스트 등 프리즈 작가들을 후원하고 있다.